# Shōmyō-Wasserfall
Der Shōmyō-Wasserfall (japanisch 称名滝, Shōmyō-daki) ist mit 350 m der höchste Wasserfall Japans. Er befindet sich im Ort Tateyama in der Präfektur Toyama. Der Wasserfall hat insgesamt vier Gefälle mit jeweils 70 m, 58 m, 96 m und 126 m Höhe. Der höchste Wasserfall Japans mit lediglich einem Gefälle ist der Nachi-Wasserfall in der Präfektur Wakayama mit 133 m Fallhöhe.